# Rakel Helmsdal

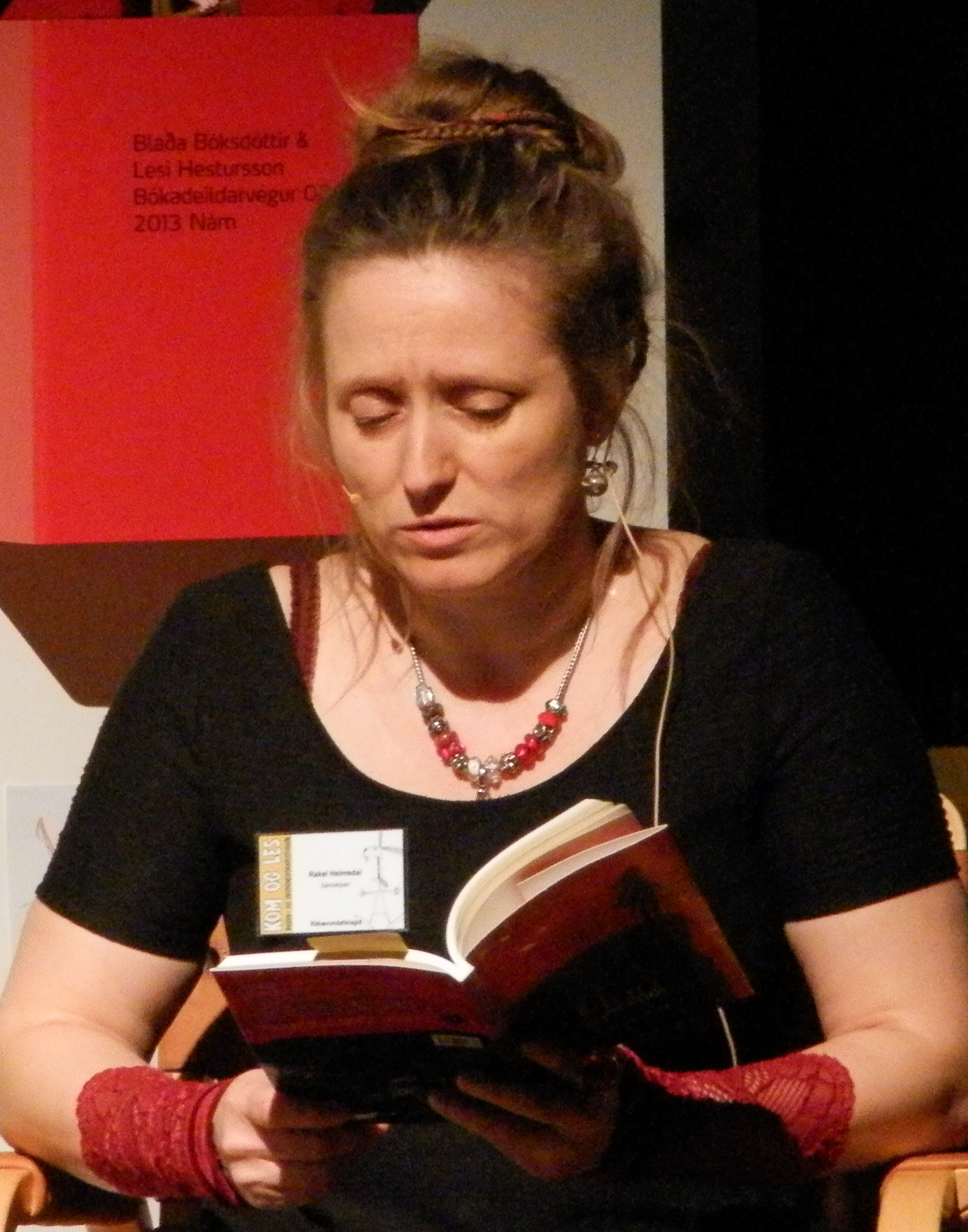
Rakel Helmsdal (2014)

Rakel Helmsdal (* 25. September 1966 in Tårnby, Dänemark) ist eine färöische Schriftstellerin und Marionettentheaterbetreiberin.

## Herkunft und Ausbildung
Rakel Helmsdal kam 1966 als Tochter der färöischen Dichterin Guðrið Helmsdal und des Holzkünstlers Ole Jakob Nielsen in Tårnby auf der ostdänischen Insel Amager zur Welt. 1967 zog die Familie auf die Färoerinseln. Sie besuchte von 1973 bis 1980 die Sankta Frans Skúli, von 1982 bis 1985 studierte sie an der Abteilung für moderne Sprachen der Føroya Studentaskúli.

## Karriere
Parallel zu ihrem Studium arbeitete sie von 1982 bis 1985 als Buchsetzerin in der Bibliothek von Tórshavn (Býarbókasavnið). Im Folgejahr arbeitete sie dort als Büroangestellte. In den beiden nächsten Jahren arbeitete sie im Sommer in der städtischen Gärtnerei von Tórshavn. Von 1988 bis 1993 arbeitete sie für das Färöische naturhistorische Museum als Büroangestellte, als Laborangestellte und als Gärtnerin. Von 1996 bis Dezember 2012 unterrichtete sie kreatives Schreiben an der Kvøldskúli [Abendschule] in Tórshavn. Von 1996 bis 2013 arbeitete sie als Graphikdesignerin für Jarðfeingi und setzte Projekte von verschiedenen Institutionen wie dem Kunstmuseum, dem Schifffahrtsmuseum, dem Archäologischen Museum, dem Schulbuchverlag und dem Landsmiðstøðin um. Von 2001 an bis heute ist sie auch Mitarbeiterin des Jugendkulturamts der Färöer.
Die meiste Lebenszeit verbrachte Rakel Helmsdal in der färöischen Hauptstadt Tórshavn. Zwischen 1990 und 1996 lebte sie in Frankreich, wo vier ihrer Bücher entstanden. Sie veröffentlichte schwerpunktmäßig Kinder- und Jugendliteratur, aber auch Kurzgeschichten. Daneben entstanden viele Bühnenwerke, die oft in ihrem eigenen Marionettentheater Karavella aufgeführt werden.
Gemeinsam mit der Isländerin Áslaug Jónsdóttir und dem Schweden Kalle Güettler schreibt sie seit 2004 die erfolgreiche Skrímsl-Buchserie, die von Monstern aller Art handelt.
Helmsdal war von 2009 bis 2011 Präsidentin des Rithøvundafelag Føroya (Färöische Schriftstellervereinigung).

## Werke

### Bücher
- 1995 – Tey kalla meg bara Hugo
- 1996 – Søgur úr Port Janua (Kurzgeschichten)
- 1997 – Hvørjum flenna likkurnar at, Hugo?
- 1998 – Drekar og annað valafólk, mit Illustrationen von Edward Fuglø
- 2003 – Kom yvirum, Hugo!
- 2004 – Nei! segði lítla skrímsl, gemeinsam mit Áslaug Jónsdóttir und Kalle Güettler
- 2006 – Stór skrímsl gráta ikki, gemeinsam mit Áslaug Jónsdóttir und Kalle Güettler
- 2007 – Gott hugflog Hugo
- 2007 – Myrkaskrímsl, gemeinsam mit Áslaug Jónsdóttir und Kalle Güettler
- 2008 – Skrímslasótt, gemeinsam mit Áslaug Jónsdóttir und Kalle Güettler
- 2008 – Várferðin til Brúnna mit Illustrationen von Edward Fuglø
- 2009 – Veturin hjá Undu mit Illustrationen von Edward Fuglø
- 2010 – Skrímslavitjan, gemeinsam mit Áslaug Jónsdóttir und Kalle Güettler
- 2011 – Skrímslahæddir, gemeinsam mit Áslaug Jónsdóttir und Kalle Güettler
- 2011 – Veiða vind, Musical, Buch und CD. Text von Rakel Helmsdal, Musik von Kári Bech, Bühnenbild von Janus á Húsagarði, Uraufführung 2012 im Norðurlandahúsið [Nordischen Haus in Tórshavn] vor 3500 Kindern von überall her auf den Färöern[2]
- 2011 – Revurin við silkiturriklæðinum
- 2013 – Klandursskrímsl, gemeinsam mit Áslaug Jónsdóttir und Kalle Güettler
- 2014 – Hon, sum róði eftir ælaboganum, ISBN 978-99972-0-063-1[3]
- 2014 – Skrímslakiskan, gemeinsam mit Áslaug Jónsdóttir und Kalle Güettler
- 2017 – Neyðars skrímsl, gemeinsam mit Áslaug Jónsdóttir und Kalle Güettler
- 2018 – Miljuløtur
- 2019 – Loftar tú mær?

### Kurzgeschichten
- 1989 – Firvaldaseljarin (veröffentlicht im färöischen Literaturmagazin Brá)
- 1989 – Dýpið (veröffentlicht in Brá)
- 1992 – Ferðandi í tíð og rúmd (Reisereflexionen)[4]
- 1993 – Delirium symphonica (Gedicht, veröffentlicht in Brá)
- 1995 – Glámlýsi og mánalátur (veröffentlicht in Søgur úr Port Janua)
- 1995 – Argantael (veröffentlicht in Ein varligur dráttur í tara, MFS, 1995)
- 1993 – Køksgluggin (veröffentlicht in Barnablaðið 1993, mit Illustrationen von Edward Fuglø)
- 1995 – Apríl (veröffentlicht in Søgur úr Port Janua, Bókadeild Føroya Lærarafelags)
- 1996 – Skerdu vit veingir tínar, Ikaros? (veröffentlicht in Søgur úr Port Janua, Bókadeild Føroya Lærarafelags)
- 2001 – Angi av ribes (veröffentlicht in der Kurzgeschichten-Anthologie Mjørki í heilum, Bókadeild Føroya Lærarafelags)
- 2002 – Huldumjørkin (Skúlabókagrunnurin)
- 2005 – Alioth ("Mín jólabók" [Mein Weihnachtsbuch], Bókadeild Føroya Lærarafelags)
- 2006 – Fimm mans til eina kvartett (Svartideyði og aðrar spøkilsissøgur [Der schwarze Tod und andere Geistergeschichten] Bókadeild Føroya Lærarafelags)
- 2007 – Kvirra nátt ("Mín jólabók 2007", Bókadeild Føroya Lærarafelags)
- 2008 – Ov nógv av tí góða – og eitt sindur afturat ("Mín jólabók 2008", Bókadeild Føroya Lærarafelags)
- 2009 – Ongin inni ("Mín jólabók 2009", Bókadeild Føroya Lærarafelags)
- 2010 – Spitølsk Kurzgeschichte für Kinder, veröffentlicht in Elskar – elskar ikki
- 2013 – Ljósareyðir UFO'ar ("Mín jólabók 2013", Bókadeild Føroya Lærarafelags)
- 2014 – Suð av ymsum ættum ("Mín jólabók 2014", Bókadeild Føroya Lærarafelags)
- 2015 – Akkurát sum Klikk-Karl ("Mín jólabók 2015", Bókadeild Føroya Lærarafelags)
- 2016 – Út í vindin ("Mín jólabók 2016", Bókadeild Føroya Lærarafelags)
- 2017 – Tú ert púra svøk! ("Mín jólabók 2017", Bókadeild Føroya Lærarafelags)
- 2018 – Loftar tú mær? ("Mín jólabók 2018", Bókadeild Føroya Lærarafelags)
- 2019 – Omman mín er ein eingil ("Mín jólabók 2019", Bókadeild Føroya Lærarafelags)

### Bühnenstücke
- 1988 – Nær kemur kavin?
- 1989 – Ævinliga árið
- 1999 – Brúsajøkul
- 1996 – Kvarnareygað Purpurreyða
- 1997 – 5 violettir flugusoppar
- 1998 – Tá mánin setur og sólin rísur
- 1999 – Vitavørðurin
- 2000 – Sildrekin
- 2002 – Gomul skuld[5]
- 2011 – Revurin við silkiturriklæðinum
- 2012 – Skrímslini
- 2013 – Veiða vind
- 2016 – Dansa so væl og leingi
- 2017 – Skrímslalív

## Auszeichnungen
- 1996 – Kinderkulturpreis des Stadtrats von Tórshavn (Barnabókaheiðursløn Tórshavnar Býráðs) für Tey kalla meg bara Hugo.[6]
- 2004 – Dimmalim, isländischer Literaturpreis für Nei! segði lítla skrímsl[7]
- 2007 – Isländischer Kinderbuchpreis des Reykjavík Council of Education (Barnabókaverðlaun Menntaráðs Reykjavíkur) für Stór skrímsl gráta ikki gemeinsam mit Áslaug Jónsdóttir und Kalle Güettler[8]
- 2008 – Preis beim Färöischen Jugendkurzgeschichtenwettbewerb[9][10]
- 2009 – Várferðin til Brúnna – Nominierung für den Kinder- und Jugendliteraturpreis des Westnordischer Rates[11]
- 2011 – Skrímslahæddir Nominierung für den Fjörðuverðlaun (isländischer Literaturpreis)[12]
- 2013 – Veiða vind Nominierung für den Nordischen Kinderbuchpreis[13]
- 2013 – Kinderkulturpreis des Stadtrats von Tórshavn
- 2013 – Nominierung für den Kinder- und Jugendliteraturpreis des Nordischen Rates gemeinsam mit Áslaug Jónsdóttir und Kalle Güettler[14]
- 2016 – Kinder- und Jugendliteraturpreis des Westnordischen Rates für Hon, sum róði eftir ælaboganum.[15]
- 2017 – Nominierung für den Kinder- und Jugendliteraturpreis des Nordischen Rates
- 2020 – Kinderkulturpreis des Stadtrats von Tórshavn